# تشارلز جاكوبس
تشارلز جاكوبس (21 يوليو 1948 شارلوروا بلجيكا - 9 يناير 2013 شارلوروا بلجيكا) هو لاعب كرة قدم بلجيكي سابق كان يلعب كمهاجم.

## وصلات خارجية
- تشارلز جاكوبس على موقع الاتحاد البلجيكي (الإنجليزية)
- تشارلز جاكوبس على موقع قاعدة بيانات كرة القدم.إي يو (الإنجليزية)
- تشارلز جاكوبس على موقع ناشيونال فوتبول تيمز (الإنجليزية)
- تشارلز جاكوبس على موقع عالم كرة القدم.نت (الإنجليزية)